# OpenSceneGraph
OpenSceneGraph är en fri mjukvara som används för att visualisera virtuella miljöer i till exempel spel. Mjukvaran finns till ett flertal olika plattformar bland annat Linux, Mac, Solaris, IRIX, FreeBSD och Microsoft Windows.
Den senaste stabila versionen släpptes januari 2020, och är version 3.6.5.